# الشفا (الرضمة)

تعديل مصدري - تعديل

الشفا محلة تابعة لقرية بيت المقبلى، التابعة لعزلة كحلان بمديرية الرضمة إحدى مديريات محافظة إب في الجمهورية اليمنية.، بلغ تعداد سكانها 22 حسب تعداد اليمن لعام 2004.